# Décalage du cadre de lecture
En génétique, le décalage du cadre de lecture, parfois également appelé décalage ribosomique, résulte d'un changement du positionnement relatif du ribosome par rapport à la séquence de l'ARN messager d'un nombre de nucléotides non multiple de 3 conduisant à un changement d'interprétation des codons du cadre de lecture lors de la traduction génétique. En effet, le code génétique repose sur la lecture séquentielle par les ribosomes de triplets de nucléotides sur l'ARN messager, chacun de ces triplets, appelés codons, correspondant à un acide aminé déterminé : si l'on décale l'association de ces triplets d'un ou deux nucléotides dans un sens ou dans l'autre, la traduction de la séquence d'ARNm en polypeptide est totalement modifiée sur toute la longueur de la protéine synthétisée ; si l'on décale la lecture de trois nucléotides, en revanche, la protéine résultante ne différera que d'un seul acide aminé, en plus ou en moins par rapport à la protéine normale — elle différera de deux acides aminés si le cadre de lecture est décalé de six nucléotides. Ceci peut être illustré par l'exemple suivant montrant l'effet de l'insertion d'un résidu d'adénine (marqué en rouge) sur la traduction d'un oligopeptide :
```
5’ AUG CCA UCA GUU UGA CGC UUC CCA UAU AUU AG- 3’
   Met-Pro-Ser-Val Stop

5’ AUG CCA UCA
*A
GU UUG ACG CUU CCC AUA UAU UAG 3’
   Met-Pro-Ser-
Ser-Leu-Thr-Leu-Pro-Ile-Tyr
 Stop
```

La séquence protéique produite après insertion du nucléotide supplémentaire est complètement différente de la première : le premier codon-STOP est ignoré par le décalage du cadre de lecture de sorte qu'au lieu d'un tétrapeptide, c'est un oligopeptide de dix acides aminés qui est produit.
Ceci peut survenir lors de la traduction de l'ARN messager par le ribosome et peut être induit par la séquence nucléotidique de cet ARN ou être affecté par la structure secondaire ou tertiaire de cet ARN. Ce phénomène s'observe essentiellement chez les virus (notamment les rétrovirus), les rétrotransposons et les éléments génétiques mobiles bactériens, ainsi que dans certains gènes cellulaires. Le virus Ebola, qui est un virus à ARN monocaténaire à polarité négative, possède ainsi un gène, celui de la glycoprotéine virale, qui peut être traduit en trois protéines différentes, dont les 295 résidus N-terminaux sont cependant identiques, selon que zéro, un ou deux résidus d'adénosine sont insérés par l'ARN polymérase ARN-dépendante au niveau d'une séquence glissante qui la fait patiner (polymerase stuttering) :
- une glycoprotéine sécrétée de 364 résidus d'acides aminés[2] ;
- une grosse glycoprotéine de 676 résidus d'acides aminés[3] résultant de l'insertion d'un résidu d'adénine dans l'ARN messager produit par la polymérase et responsable de la pénétration du virion dans la cellule cible ;
- une petite glycoprotéine sécrétée de 298 résidus d'acides aminés[4] résultant de l'insertion de deux résidus d'adénine dans l'ARN messager produit par la polymérase.